# Lucius Cornelius Cinna
Lucius Cornelius Cinna (* um 130 v. Chr.; † 84 v. Chr. in Ancona) war ein römischer Politiker, bekannt als Vertreter einer popularen Politik und als Gegner Sullas und der Optimaten.
Er war etwa 90 v. Chr. Prätor und kämpfte anschließend im Bundesgenossenkrieg. Als Anhänger des Marius wurde Cinna zum Konsul für 87 v. Chr. gewählt und begann in diesem Amt – nach Sullas Abreise für den Krieg gegen Mithridates VI. von Pontos – gegen die Maßnahmen vorzugehen, die Sulla nach seinem ersten Marsch auf Rom getroffen hatte. Er wurde vertrieben, kehrte jedoch im selben Jahr noch gemeinsam mit Marius zurück, eroberte Rom und ging nun gegen die Anhänger Sullas vor.
Entgegen der Verfassung der römischen Republik ließ sich Cinna – genau wie zuvor schon Marius – nun Jahr für Jahr (86, 85 und 84 v. Chr.) als Konsul wiederwählen. Unterstützung fand er bei der Ritterschaft (Equites) und den italischen Bundesgenossen, die ihm das römische Bürgerrecht verdankten. Als Sullas Rückkehr aus dem Osten bevorstand, rüstete Cinna ein Heer gegen ihn, wurde aber bei einer Meuterei im Feldlager erschlagen. 
Seine praktische Alleinherrschaft über mehrere Jahre stellte eine weitere Stufe bei der allmählichen Auflösung der römischen Republik dar. Aufgrund der schlechten und parteilich geprägten Quellenlage lassen sich Persönlichkeit und politische Ziele Cinnas kaum erkennen.
Cinnas Tochter Cornelia war seit etwa 85/84 v. Chr. die Frau Gaius Iulius Caesars, sein gleichnamiger Sohn Lucius ebenfalls Politiker.